# Stroppo
Stroppo (piemontiul: Stròp, okcitánul: Estrop) település Olaszországban, Piemont régióban, Cuneo megyében. Lakosainak száma 101 fő (2023. január 1.). Stroppo Elva, Macra, Prazzo, Sampeyre és Marmora községekkel határos.

## Népesség
A település lakossága az elmúlt években az alábbi módon változott:
| Lakosok száma | 104  | 106  | 101  |
|               | 2017 | 2018 | 2023 |